# Xúc tiến thương mại
Xúc tiến thương mại (tiếng Anh: trade promotion) là hoạt động thúc đẩy, tìm kiếm cơ hội mua bán hàng hoá và cung ứng dịch vụ, bao gồm hoạt động khuyến mại, quảng cáo, trưng bày, giới thiệu hàng hoá, dịch vụ và hội chợ, triển lãm thương mại.

## Mục đích
Mục đích của hoạt động xúc tiến thương mại nhằm thúc đẩy, tìm kiếm cơ hội mua bán hàng hoá và cung ứng dịch vụ. Hoạt động này hỗ trợ cho hoạt động kinh doanh của thương nhân hiệu quả hơn.

## Các hình thức xúc tiến thương mại

### Khuyến mại
Theo định nghĩa tại Điều 88 Luật thương mại Việt Nam 2005, khuyến mại (khác khuyến mãi) là hoạt động xúc tiến thương mại của thương nhân nhằm xúc tiến việc mua bán hàng hoá, cung ứng dịch vụ bằng cách dành cho khách hàng những lợi ích nhất định.
Lưu ý: Từ "mãi" theo nghĩa nghĩa Hán-Việt nghĩa là "bán", còn "mại" là mua. Có thể hiểu "Khuyến mãi" là xúc tiến việc bán hàng hoá trong nội bộ của thương nhân, còn "khuyến mại" là xúc tiến việc mua hàng hoá của khách hàng. Như vậy dùng từ "khuyến mại" để chỉ hình thức xúc tiến thương mại này thì chính xác hơn.
Mục đích của khuyến mại là kích cầu tiêu dùng, thúc đẩy người tiêu dùng mua và mua nhiều hơn các hàng hoá, dịch vụ mà doanh nghiệp cung cấp hoặc phân phối.
Các nguyên tắc thực hiện khuyến mại là:
1. Trung thực, công khai, minh bạch
2. Không phân biệt đối xử
3. Hỗ trợ khách hàng
4. Chất lượng hàng hóa, dịch vụ
5. Không lạm dụng lòng tin
6. Cạnh tranh lành mạnh
7. Không khuyến mại thuốc chữa bệnh

### Quảng cáo thương mại
Quảng cáo thương mại là hoạt động xúc tiến thương mại của thương nhân để giới thiệu với khách hàng về hoạt động kinh doanh hàng hoá, dịch vụ của mình.
Sản phẩm quảng cáo thương mại gồm những thông tin bằng hình ảnh, hành động, âm thanh, tiếng nói, chữ viết, biểu tượng, màu sắc, ánh sáng chứa đựng nội dung quảng cáo thương mại.
Phương tiện quảng cáo thương mại là công cụ được sử dụng để giới thiệu các sản phẩm quảng cáo thương mại, bao gồm:
1. Các phương tiện thông tin đại chúng;
2. Các phương tiện truyền tin;
3. Các loại xuất bản phẩm;
4. Các loại bảng, biển, băng, pa-nô, áp-phích, vật thể cố định, các phương tiện giao thông hoặc các vật thể di động khác;
5. Các phương tiện quảng cáo thương mại khác.

### Trưng bày, giới thiệu hàng hoá, dịch vụ
Trưng bày, giới thiệu hàng hoá, dịch vụ là hoạt động xúc tiến thương mại của thương nhân dùng hàng hoá, dịch vụ và tài liệu về hàng hoá, dịch vụ để giới thiệu với khách hàng về hàng hoá, dịch vụ đó.
Các hình thức trưng bày, giới thiệu hàng hoá, dịch vụ bao gồm:
1. Mở phòng trưng bày, giới thiệu hàng hoá, dịch vụ.
2. Trưng bày, giới thiệu hàng hoá, dịch vụ tại các trung tâm thương mại hoặc trong các hoạt động giải trí, thể thao, văn hoá, nghệ thuật.
3. Tổ chức hội nghị, hội thảo có trưng bày, giới thiệu hàng hoá, dịch vụ.
4. Trưng bày, giới thiệu hàng hóa, dịch vụ trên Internet và các hình thức khác theo quy định của pháp luật.

### Hội chợ, triển lãm thương mại
Hội chợ, triển lãm thương mại là hoạt động xúc tiến thương mại được thực hiện tập trung trong một thời gian và tại một địa điểm nhất định để thương nhân trưng bày, giới thiệu hàng hoá, dịch vụ nhằm mục đích thúc đẩy, tìm kiếm cơ hội giao kết hợp đồng mua bán hàng hoá, hợp đồng dịch vụ.
Triển lãm thương mại khác với triển lãm phi thương mại, là việc trưng bày, giới thiệu quảng bá, vật phẩm, hình ảnh đến mọi người trong xã hội, cộng đồng, vì mục tiêu tuyên truyền, quảng bá chính trị hoặc văn hoá, không phải vì mục đích thương mại.

## Tổ chức, cơ quan xúc tiến thương mại
Nhằm tăng cường quan hệ thương mại song phương và đa phương, hầu hết các quốc gia và vùng lãnh thổ trên thế giới đã hình thành các cơ quan, tổ chức xúc tiến thương mại. Hằng năm, Chính phủ đều cấp kinh phí từ ngân sách cho hoạt động của các tổ chức này và thông qua đây gián tiếp trợ cấp các doanh nghiệp để thúc đẩy xuất khẩu.

### Tại các nước
Tại các quốc gia, tuy tên gọi có khác nhau song các cơ quan này đều có nhiệm vụ thúc đẩy hoạt động thương mại trong và ngoài nước. Có những quốc gia, khu vực có nhiều hơn 1 tổ chức thực hiện nhiệm vụ này.
- Việt Nam: Cục Xúc tiến thương mại (Vietnam Trade Promotion Agency - Vietrade)
- Nhật Bản: Japan External Trade Organization (JETRO)
- Đài Loan: Taipei Economic and Cultural Office
- Hàn Quốc: Korea Trade Promotion Agency (KOTRA)
- Thái Lan: Department of Export Promotion of Thailand
- Singapore: Singapore Trade Development Board (TDB)
- Đức: German Industry and Commerce (DIHP)
- Trung Quốc: China External Trade Development Council (CETRA)
- Australia: The Australian Trade Commission (Austrade), The Australia Chamber of Commerce and Industry (Auscham)
- Hoa Kỳ: U.S Commercial Service Commercial Service, American Chamber of Commerce (Amcham)
- EU: Eurocham (European Chamber of Commerce and Industry)
- Ấn Độ: India enterprises Association
- Vương quốc Anh: British Business Group
- Pháp: France Chamber of Commerce and Industry
- Canada: The Canadian Chamber of Commerce

### Hoạt động
Với đặc thù là cơ quan của Chính phủ, các cơ quan này không thực hiện hết các hình thức xúc tiến thương mại kể trên. Những hoạt động xúc tiến thương mại như khuyến mại hay trưng bày giới thiệu hàng hoá, dịch vụ chỉ do các doanh nghiệp thực hiện. Vai trò chủ yếu của các cơ quan, tổ chức này là hỗ trợ các doanh nghiệp thực hiện các hoạt động kể trên như:
- Tổ chức phòng trưng bày cho các doanh nghiệp đăng ký tham gia trưng bày, giới thiệu sản phẩm xuất khẩu.
- Làm cầu nối, trung gian giữa các doanh nghiệp
- Hỗ trợ về thông tin bằng việc xây dựng website; phổ biến thông tin về thị trường trong ngoài nước và các văn bản pháp quy mới.
- Tổ chức các đoàn khảo sát thị trường nước ngoài
- Giới thiệu hoặc tổ chức (hay phối hợp tổ chức) các hội chợ quốc tế, tạo điều kiện cho các cơ quan, doanh nghiệp của quốc gia đối tác giao lưu, xúc tiến mua bán hàng hoá, dịch vụ.
- Tổ chức các chương trình tập huấn về kỹ năng, cách thức tiếp cận các thị trường nước ngoài.
- Cho gắn logo quảng cáo trên website của mình...

Ngoài ngân sách do Chính phủ cấp hàng năm, hoạt động của các tổ chức này một phần do các tổ chức tự vận động đóng góp từ các doanh nghiệp. Phía các doanh nghiệp, họ tìm thấy lợi ích thiết thực trong việc đóng góp khi tham gia các hoạt động này như các hội chợ quốc tế hay các chương trình khảo sát thị trường nước ngoài...

### Tại Việt Nam
Tại Việt Nam hiện có văn phòng của 21 tổ chức xúc tiến thương mại nước ngoài. Thương vụ Việt Nam tại nước ngoài đóng vai trò hỗ trợ xúc tiến thương mại cho các doanh nghiệp Việt Nam nhằm thúc đẩy hoạt động xuất nhập khẩu. Hiện tại Việt Nam đã đặt Thương vụ tại 52 quốc gia và 1 thương vụ tại trụ sở Tổ chức thương mại thế giới (WTO) tại Thuỵ Sĩ.
Tại các tỉnh, thành phố trực thuộc trung ương ở Việt Nam đều có tổ chức xúc tiến thương mại là Trung tâm Xúc tiến thương mại hoặc phòng Xúc tiến thương mại thuộc Sở Công Thương các tỉnh, thành. Các tổ chức xúc tiến thương mại của địa phương hoạt động bằng Quỹ Xúc tiến thương mại do ngân sách của tỉnh, thành phố trực tiếp quản lý cấp.
Hoạt động của các cơ quan xúc tiến thương mại địa phương về tổng thể cũng bao gồm các hình thức kể trên, giống như Cục Xúc tiến thương mại thuộc Bộ Công Thương Việt Nam nhưng quy mô nhỏ hơn và đối tượng hỗ trợ chỉ giới hạn trong phạm vi các doanh nghiệp trên địa bàn tỉnh, thành (không chỉ doanh nghiệp địa phương quản lý mà bao gồm cả các doanh nghiệp thuộc trung ương trên địa bàn).